# Carlos Mattos
Carlos José Mattos Barrero (Codazzi, Colombia, 6 de noviembre de 1947),Conocido como un famoso y extrovertido millonario y por ser el representante de la Hyundai en Colombia.
Mattos fue presidente de la reconocida empresa Hyundai Colombia. Previamente a su condena penal fue exaltado por la Federación Nacional de Comerciantes FENALCO como el empresario del año 2006, así como varias veces el mejor distribuidor de Hyundai en América.[cita requerida]
Mattos posicionó a Hyundai como una de las marcas más competitivas y confiables del país.[cita requerida] Su gestión se caracterizó por una agresiva estrategia de expansión de la marca y mejoramiento del servico al cliente postventa. Una de sus jugadas más estratégicas fue la incursión en el mercado de transporte público con el Hyundai Atos, un vehículo compacto, económico y confiable que se convirtió rápidamente en el favorito del sector de taxis. 
25 años a cargo de Hyundai Colombia, un puesto envidiable. Hijo de José Bolívar Mattos y Susana Mattos, el reconocido empresario sabe lo que es lograr dinero en abundancia.

## Biografía
Hijo de José Bolívar Mattos, en una familia de algodoneros y ganaderos. Realizó estudios universitarios en la Universidad de Lowell, localizada al norte de Boston y un MBA en Babson College. siendo integrante de la junta directiva de esta universidad especializada negocios. Hermano de Alonso Enrique Mattos, senador por el partido Conservador en el periodo 1998-2002 y  el ganadero Eduard Mattos. Está casado con María Lorena Celedón, con quien tiene dos hijos, Isabella y Nicolás Mattos Celedón.

## Hyundai Motor Company

### Premios por excelencia en representación de Hyundai
En 2015, la compañía automotriz Hyundai Motor Company, de Corea del Sur, le anunció a su representante en Colombia, Hyundai Colombia Automotriz, empresa presidida por Carlos Mattos, que no renovarían con ellos el contrato de representación de su marca en el país luego de 25 años de trabajo ininterrumpido, entregando la representación de su marca a la empresa Neocorp, del grupo ecuatoriano Eljuri. Mattos demandó en febrero de 2016 a Neocorp por más de $770 mil millones de pesos (unos $224 millones de dólares en 2016) argumentando competencia desleal, inducción a ruptura de contrato y uso indebido de la marca Hyundai en Colombia. 
En abril de ese año, el juez Reinaldo Huertas estableció que Mattos era el único autorizado en Colombia para hacer negocios con Hyundai Motor Company hasta que se resolviera la demanda. Como consecuencia, más de 20 mil automóviles Hyundai se dejaron de comercializar porque Neocorp no podía hacerlo, solo se vendían los carros que estaban en el inventario de los concesionarios de Mattos. En noviembre de 2016, Mattos y Neocorp firmaron un acuerdo en el que se estableció que Neocorp sería el encargado de la distribución de Hyundai para Colombia y, a cambio, Mattos recibiría una millonaria indemnización por daños y perjuicios ocasionados. 

### Habilidades en el sector de los negocios
Mattos Barrero, como presidente de Hyundai recibió el nombramiento como miembro de la junta directiva de Babson College, una universidad de Estados Unidos de mayor prestigio gracias a la formación que brinda a los estudiantes para que formen sus propias empresas. Mattos ocupó este cargo por doce años hasta que fue extraditado.

## Carrera empresarial
Vinculado al sectorautomotor desde 1980, en 1992 Mattos adquirió los derechos exclusivos de distribución de la firma Hyundai en el país, año en el que puso en el mercado 332 vehículos de esta marca. En la ceremonia de premiación estarán presentes varios diplomático en Estados Unidos. El Consejo Económico Interamericano fue fundado en 1999, es una organización sin fines de lucro con sede en Washington D. C..
Contribuido desde el sector privado y público a mejorar el clima de los negocios en el país, y con esto buscó lograr el beneficio de varias comunidades en Colombia y América Latina. «Creo que todo se debe a que soy una persona con conocimientos adquiridos a través de mi formación académica en universidades de Colombia y Estados Unidos, y a mi liderazgo natural, forjado en la experiencia industrial y empresarial y en varias obras de tipo social, adelantadas en Colombia», señaló Mattos.

## Caso Hyundai

### Demandas por representación de Hyundai
En 2015, la compañía automotriz Hyundai Motor Company, de Corea del Sur, le anunció a su representante en Colombia, Hyundai Colombia Automotriz, empresa presidida por Carlos Mattos, que no renovarían con ellos el contrato de representación de su marca en el país luego de 25 años de trabajo ininterrumpido, entregando la representación de su marca a la empresa Neocorp, del grupo ecuatoriano Eljuri. Mattos demandó en febrero de 2016 a Neocorp por más de $770 mil millones de pesos (unos $224 millones de dólares en 2016) argumentando competencia desleal, inducción a ruptura de contrato y uso indebido de la marca Hyundai en Colombia. 
En abril de ese año, el juez Reinaldo Huertas estableció que Mattos era el único autorizado en Colombia para hacer negocios con Hyundai Motor Company hasta que se resolviera la demanda. Como consecuencia, más de 20 mil automóviles Hyundai se dejaron de comercializar porque Neocorp no podía hacerlo, solo se vendían los carros que estaban en el inventario de los concesionarios de Mattos. En noviembre de 2016, Mattos y Neocorp firmaron un acuerdo en el que se estableció que Neocorp sería el encargado de la distribución de Hyundai para Colombia y, a cambio, Mattos recibiría una millonaria indemnización por daños y perjuicios ocasionados. 

### Corrupción por manipulación reparto de procesos
En enero de 2018, la Fiscalía General de la Nación anunció una investigación por presunta manipulación al sistema de reparto de procesos, con el fin que la demanda presentada por Mattos llegase a un juzgado específico. El ente acusador comprobó que Mattos y su abogado habrían acordado un pago al juez Reinaldo Huertas por aproximadamente $2.000 millones de pesos (más de $580.000 dólares) para fallar a su favor. Por estos hechos, hay 9 personas capturadas, entre funcionarios y exfuncionarios del juzgado donde se falló la demanda, entre ellos, el juez Huertas, Carlos Mattos y su abogado. Los capturados deberán responder por los delitos de utilización ilícita de redes informáticas, acceso abusivo a sistema informático, daño informático agravado, cohecho impropio, cohecho por dar u ofrecer y cohecho propio.

### Corrupción por salidas injustificadas de la cárcel
En 2022, Mattos fue observado in fraganti desplazándose en Bogotá a pesar de estar preso en la Cárcel la Picota. Esto generó revuelo en el país, y abrió un nuevo capítulo del escándalo. Este evento causó la dimisión del general Mariano Botero Coy, director del Inpec, y el coronel Wilmer Valencia, director de la Cárcel la Picota. El 3 de marzo de 2020, agentes del CTI allanaron la oficina donde Mattos se refugiaba en sus salidas de La Picota, y encontraron 10 mil dólares, 150 millones de pesos en efectivo, y pruebas de "millonarios movimientos financieros".
Una de las consecuencias fue el traslado de Mattos a la cárcel de máxima seguridad de Cómbita. Adicionalmente, Mattos finalmente aceptó el preacuerdo con la Fiscalía de pagar una condena de 4 años y 8 meses en la cárcel, además de una multa de $93 millones de pesos colombianos (aproximadamente $24,000 dólares a 2022), por encima del US$1 millón que había ofrecido previamente a la Rama Judicial y Fiscalía para "reparar los daños hechos con sus maniobras corruptas".